# John P. Hale

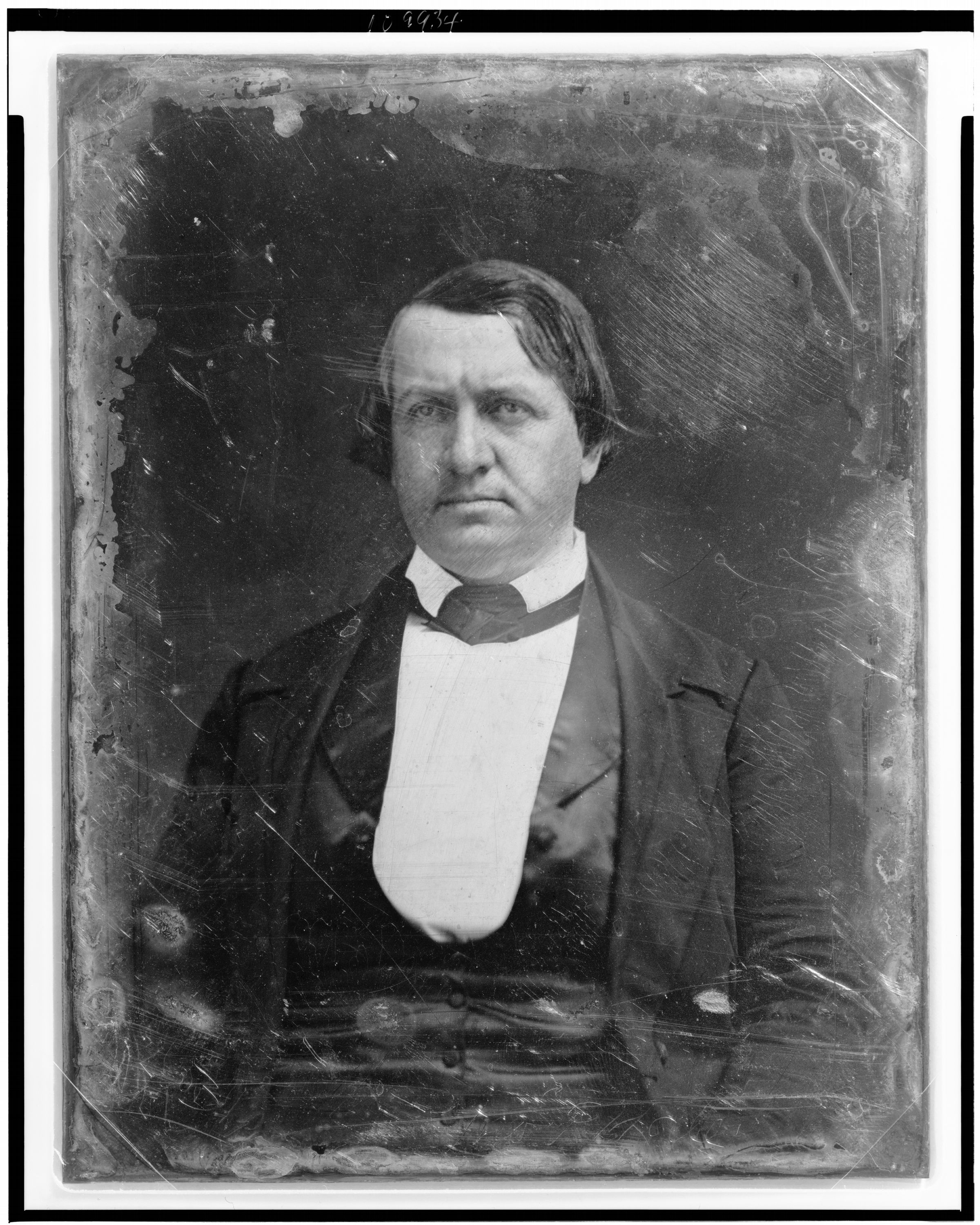
John Parker Hale

John Parker Hale (* 31. März 1806 in Rochester, New Hampshire; † 19. November 1873 in Dover, New Hampshire) war ein US-amerikanischer Jurist und Politiker, der den Bundesstaat New Hampshire in beiden Kammern des US-Kongresses vertrat.

## Leben
Nach seiner Graduierung studierte er Rechtswissenschaften. Von 1832 bis 1834 gehörte er dem Repräsentantenhaus von New Hampshire an. Anschließend war er von 1834 bis 1841 als Nachfolger von Daniel McDurell Bundesstaatsanwalt für den Distrikt von New Hampshire. 1843 wurde er als Abgeordneter der Demokraten ins US-Repräsentantenhaus gewählt, dem er bis 1845 angehörte. Im Jahr 1846 kehrte er ins Repräsentantenhaus von New Hampshire zurück und wurde zum Speaker der Kammer gewählt.
In den Jahren 1847 bis 1853 war er, anfangs als unabhängiger Demokrat und ab 1848 als Angehöriger der von diesen abgespaltenen Free Soil Party, Mitglied des Senats. Im November 1847 hatte ihn die Liberty Party zu ihrem Präsidentschaftskandidaten für die Wahlen 1848 bestimmt. Nach der Vereinigung mit der Free Soil Party im August 1848 war er bereit beiseite zu treten und unterlag in einer Stichwahl Martin Van Buren mit 183–244, der nun der gemeinsame Spitzenkandidat wurde. Im Senat profilierte er sich als einer der schärfsten Gegner des Mexikanisch-Amerikanischen Krieges. 1852 kandidierte er bei der amerikanischen Präsidentschaftswahl, erreichte dabei aber nur 4,9 % der abgegebenen Stimmen und bekam keinen einzigen Wahlmann zugesprochen.
Von 1855 bis 1865 gehörte er erneut dem Senat an, zunächst als Mitglied der Free Soil Party und nach deren Vereinigung mit der Republikanischen Partei seit 1856 als Republikaner.
Von 1865 bis 1870 war er noch Gesandter in Spanien. Anschließend kehrte er nach New Hampshire zurück, wo er 1873 starb.